# 張邁選
張邁選（?—?），四川隆昌人，清朝政治人物。拔貢出身。
嘉慶二十三年，接替梁祖恩。擔任江蘇宜興縣知縣。后由王溎接任。嘉慶二十三年二月，接替王溎再任宜興縣知縣。后由李鸿钧接任。